# Білокінь Іван Петрович
Іван Петрович Білокінь (8 квітня 1914, Кожанка — 13 січня 1975) — український фізіолог рослин, історик ботаніки, доктор біологічних наук, професор.

## Біографія
Народився 8 квітня 1914 року в селі Кожанці (тепер селище міського типу Фастівського району Київської області). У 1937 році закінчив Київський університет. Викладав у ньому. У 1947–1949 роках працював заступником проректора, у 1949–1951 роках — заступником декана, у 1952–1956 роках — деканом біолого-ґрунтознавчого факультету Київського університету. У 1968 році захистив докторську дисертацію на тему «Метамерна різноякісність вегетативних і генеративних органів та розвиток рослин».
Паралельно, з 1951 року працював заступником директора, а з 1961 року і до кінця життя — директором Ботанічного саду імені академіка О. В. Фоміна.

Могила Івана Білоконя

Мешкав в Києві в «Будинку працівників науки» на вулиці Микільсько-Ботанічній, 14/7, квартира 49. Помер 13 січня 1975 року. Похований у Києві на Байковому кладовищі.

## Наукова діяльність
Основні наукові праці присвячено фізіології рослин та історії природознавства, дослідженням у галузі фізіології водного режиму рослин. Автор понад 300 наукових праць, а також нарисів життя та діяльності К. А. Тимірязєва, М. Г. Холодного, С. Г. Навашина, М. О. Максимовича та інших біологів.
У 1959 році брав участь у створенні «Історії Київського університету», автор нарисів про розвиток ботаніки в країнах соціалістичної співдружності.